# Hiến pháp Oregon
Hiến pháp Oregon là một hiến pháp tiểu bang của Hoa Kỳ, tài liệu chi phối quyền quản trị của tiểu bang Oregon. Nó được thông qua ngày 9 tháng 11 năm 1857, và có hiệu lực khi Oregon trở thành tiểu bang Hoa Kỳ vào ngày 14 tháng 2 năm 1859.

## Những khác biệt với Hiến pháp Hoa Kỳ
- Hiến pháp Oregon dễ được tu chính hơn hiến pháp liên bang. Tu chính Hiến pháp Hoa Kỳ cần 2/3 số phiếu bầu ở Quốc hội Hoa Kỳ và phải được 3/4 số tiểu bang Hoa Kỳ thông qua. Oregon đơn giản chỉ cần một đa số phiếu ủng hộ một tu chính án một khi nó được đưa ra để bỏ phiếu quyết định tại viện lập pháp hay qua một cuộc trưng cầu dân ý. Trong trường hợp trưng cầu, chữ ký của 8% các cử tri tham gia bầu cử thống đốc vừa qua cần có để nó được đưa ra bỏ phiếu.

- Quyền tự do ngôn luận, hội họp tại Oregon thì rộng rãi hơn của hiến pháp liên bang. Điều khoản I, Phần 8 nói rằng;

Không luật nào sẽ được thông qua nhằm ngăn cản tự do phát biểu ý kiến, hoặc hạn chế quyền phát biểu, viết, hoặc in ấn tự do về bất cứ đề tài nào; tuy nhiên mọi người phải chịu trách nhiệm về hành vi lạm dụng quyền lợi này.
Pháp viện Tối cao Oregon đã dùng quyền này để chống lại quy chế hành xử bất trật tự của nhiều phần trong Oregon, chống lại những hạn chế về nội dung trên các tấm biển quãng cáo và bích chương, và chống lại luật hạn chế cấm đoán việc buôn bán văn hóa phẩm khiêu dâm.